# Сент-Лоренс (Джерси)
Сент-Лоренс (фр. Saint-Laurent, джерс.: Saint Louothains) — один из двенадцати приходов острова Джерси (Нормандские острова). Oхватывает западно-центральную часть острова.
Сент-Лоренс граничит с приходами Сент-Питер, Сент-Мэри, Сент-Джон и столицей острова, Сент-Хелиер.
На территоре Сент-Лоренса живут 5561 жителей, и его площадь составляет 9,5 квадратных километров.

## История
Сент-Лоренс называется в честь Святого Лаврентия, епископ Рима и мученик, кого убили в 258 году. С нормандских времён, границы прихода практически не изменились.

## География
Приход находится в западно-центральной части острова Джерси. Он преимущественно сельский регион, и на нём находится много ферм, но есть также значительное городское развитие, особенно вдоль побережья на юге прихода, около Монт-Фэлярда и Бэл-Рояля.

## Демография
Согласно переписи 2021 года, в Сент-Лоренс живут 5561 людей.

### Историческое население
| Год  | Население |
| ---- | --------- |
| 1991 | 4561      |
| 1996 | 4773      |
| 2001 | 4702      |
| 2011 | 5418      |
| 2021 | 5561      |